# 타데이 포가차르
타데이 포가차르(슬로베니아어: Tadej Pogačar, 슬로베니아어 발음: [taˈdɛ́ːj pɔˈɡáːtʃaɾ] ( 듣기), 1998년 9월 21일~)는 슬로베니아의 사이클 선수로 현재 아랍에미리트의 프로 사이클팀인 UAE 팀 에미리트에서 활동하고 있다. 2020년, 2021년, 2024년, 2025년 투르 드 프랑스 우승을 차지하면서 슬로베니아 선수로는 최초로 투르 드 프랑스에서 우승했다. 도로독주, 일일 클래식 라이딩, 그랜드 투어 클라이밍 등 여러 유형의 경기에서 능한 모습을 보여주며 에디 메르크스, 베르나르 이노, 파우스토 코피와 비견되는 평가를 받고 있다.
2019년에 20세의 나이로 캘리포니아 투어 우승을 차지하면서 UCI 월드 투어 경기에서 우승한 최연소 선수가 되었다. 그 해 말에 선수 경력 첫 그랜드 투어 대회인 부엘타 아 에스파냐에서 3개 구간 우승을 하며 개인종합 3위 달성과 함께 영 라이더 타이틀을 획득했다. 2020년 투르 드 프랑스에 출전하면서 투르 드 프랑스에 첫 출전했으며 3개 구간 우승과 함께 개인종합 우승, 산악 구간 우승, 영 라이더 타이틀 획득을 달성하면서 이 3가지 타이틀을 획득한 유일한 투르 드 프랑스 참가 선수가 되었다. 당시 21세의 나이로 1904년에 19세의 나이로 우승한 앙리 코르네의 뒤를 이어 두 번째로 어린 투르 드 프랑스 우승자가 되었다. 또한 투르 드 프랑스에서 총 4번의 백색 저지(영라이더)를 착용한 유일한 선수이기도 하다. 그는 UCI 세계 랭킹에서 6천 점의 장벽을 무너뜨린 최초의 도로 경기 선수이다.
2021년에는 도쿄에서 열린 2020년 하계 올림픽 개인도로 동메달을 획득했고 같은 해 열린 2021년 투르 드 프랑스에서 우승하면서 올림픽 메달을 획득한 해에 투르 드 프랑스에서 우승한 최초의 선수가 되었다.